# Четкович, Сергей
Сергей Четкович (серб. Сергеј Ћетковић, Sergej Ćetković, род. 8 марта 1976 года в Титограде, Югославия, ныне Подгорица, Черногория) — популярный сербский и черногорский певец. Представлял Черногорию на конкурсе песни Евровидение 2014 с песней «Moj svijet».

## Биография
Сергей родился в Титограде (ныне Подгорица), в республике Черногория 8 марта 1976 года.
Его увлечение музыкой началось с 8 лет, когда он стал участником группы Vatrena srca. Сергей играл на фортепиано и пел вокальные партии.
Профессиональную карьеру исполнителя Сергей начал с участия в конкурсе Suncane Skale с песней «Bila si ruža» («Ты была розой»). После 2 лет работы певец издаёт свой первый альбом Кристина, который имел оглушительный успех по всей Югославии. В декабре 2002 года он выпускает второй диск, Budi mi voda, от компании Goraton. В 2003 году Сергей принимает участие в Budvanski festival, где он получил главный приз за песню «Postojim i ja». После этого Сергей презентовал свой третий альбом Kad ti zatreba с 10 песнями.
В 2007 году Сергей организовал большой тур по странам бывшей Югославии, имея большой успех. Он постоянно делал новые незапланированные концерты. Самым большим успехом пользовалась его песня «Pogledi u tami».

### Евровидение 2014
19 ноября 2013 года Сергей Четкович был избран представителем Черногории на Евровидении 2014 в Копенгагене, Дания (на национальном отборе) с песней «Moj svijet». Он прошёл в финал конкурса и занял 19-е место, что на данный момент является одним из лучших результатов Черногории на конкурсе.

### После Евровидения
В 2015 году вышел альбом Moj svijet, покоривший вершину национального чарта.
В 2017 году Четкович написал музыку для телесериала «Истине и лажи». В 2018 году он выступил автором и композитором мультфильма «Лола и Мила», на который Сергея вдохновили его приёмные дочери.

## Дискография
- Kristina (2000)
- Budi mi voda (2003)
- Kad ti zatreba (2005)
- Pola moga svijeta (2007)
- 2 minuta (2010)
- Moj svijet (2015)